# Николаевка (Нижнекамский район)
 Николаевка  — деревня в Нижнекамском районе Татарстана. Входит в состав Нижнеуратьминского сельского поселения.

## География
Находится в центральной части Татарстана на расстоянии приблизительно 29 км по прямой на юг-юго-запад от районного центра города Нижнекамск у реки Уратьма.

## История
Основана в начале XIX века.

## Население
Постоянных жителей было: в 1859—136, в 1897—264, в 1908—301, в 1920—332, в 1926—331, в 1949—279, в 1958—184, в 1970—109, в 1979 — 54, в 2002 − 8 (армяне 75 %), 4 в 2010, 3 в 2020.